# Megachile tarea
Megachile tarea là một loài Hymenoptera trong họ Megachilidae. Loài này được Cameron mô tả khoa học năm 1902.